# Гизулф I (Фриули)
Гизулф I (на латински: Gisulf I; Gisolf) e първият лангобардски dux (херцог) на Фриулското херцогство от 568 до 581 г.
Той е племенник на крал Албоин и участва по времето на завладяването на Италия през 568 г. като marpahis (командир на конницата).
Албоин завладява територията Венето и го поставя като dux на Forum Iulii (Фриул) със столица Цивидале. Гизулф заселва със съгласието на Албоин избрани от него лангобардски farae (фамилни съюзи).
Брат му Гразулф I го последва като dux до около 590 г. След това службата поема неговият син Гизулф II.